# St. Johannes der Täufer (Siersdorf)

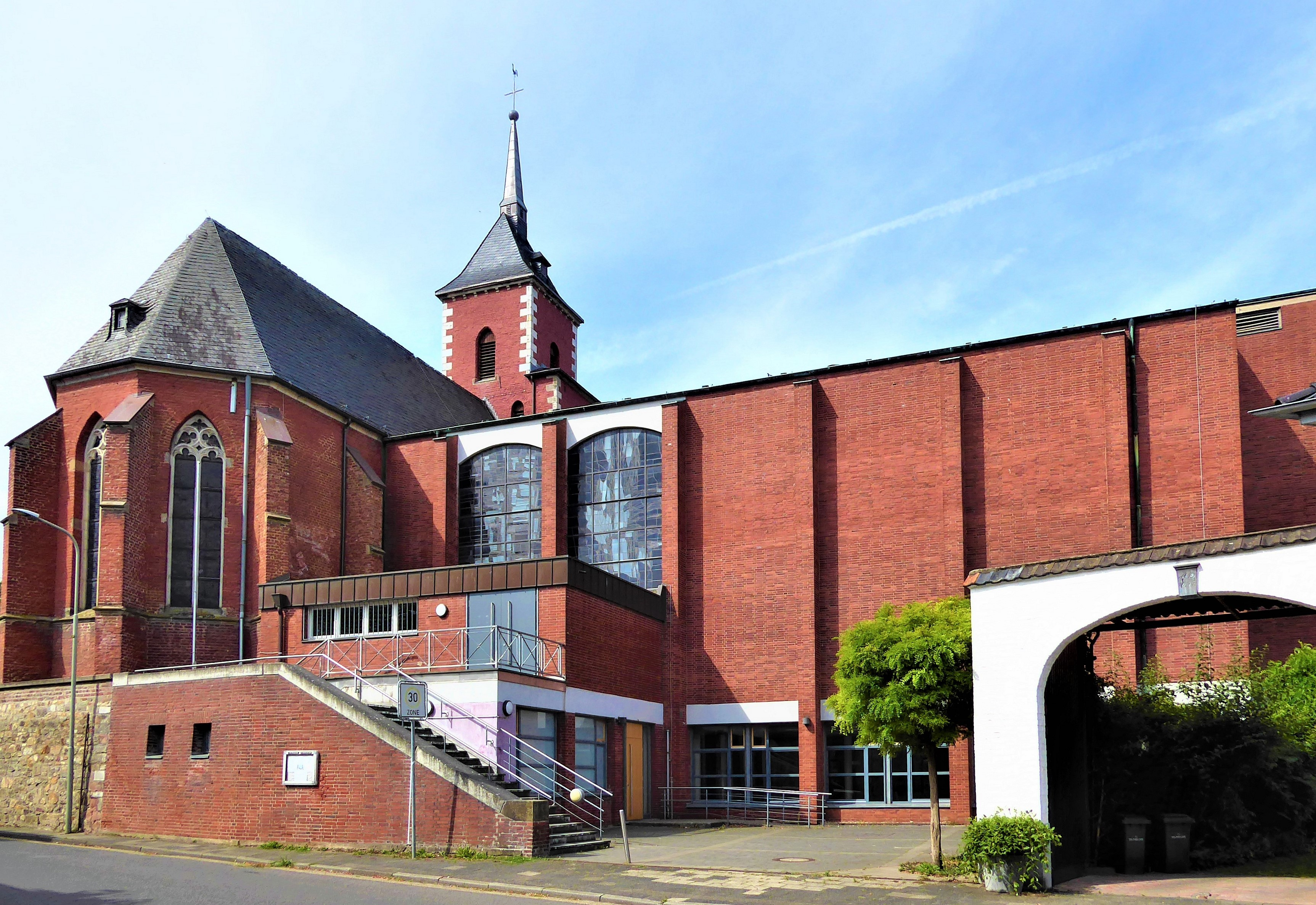
Pfarrkirche St. Johannes der Täufer

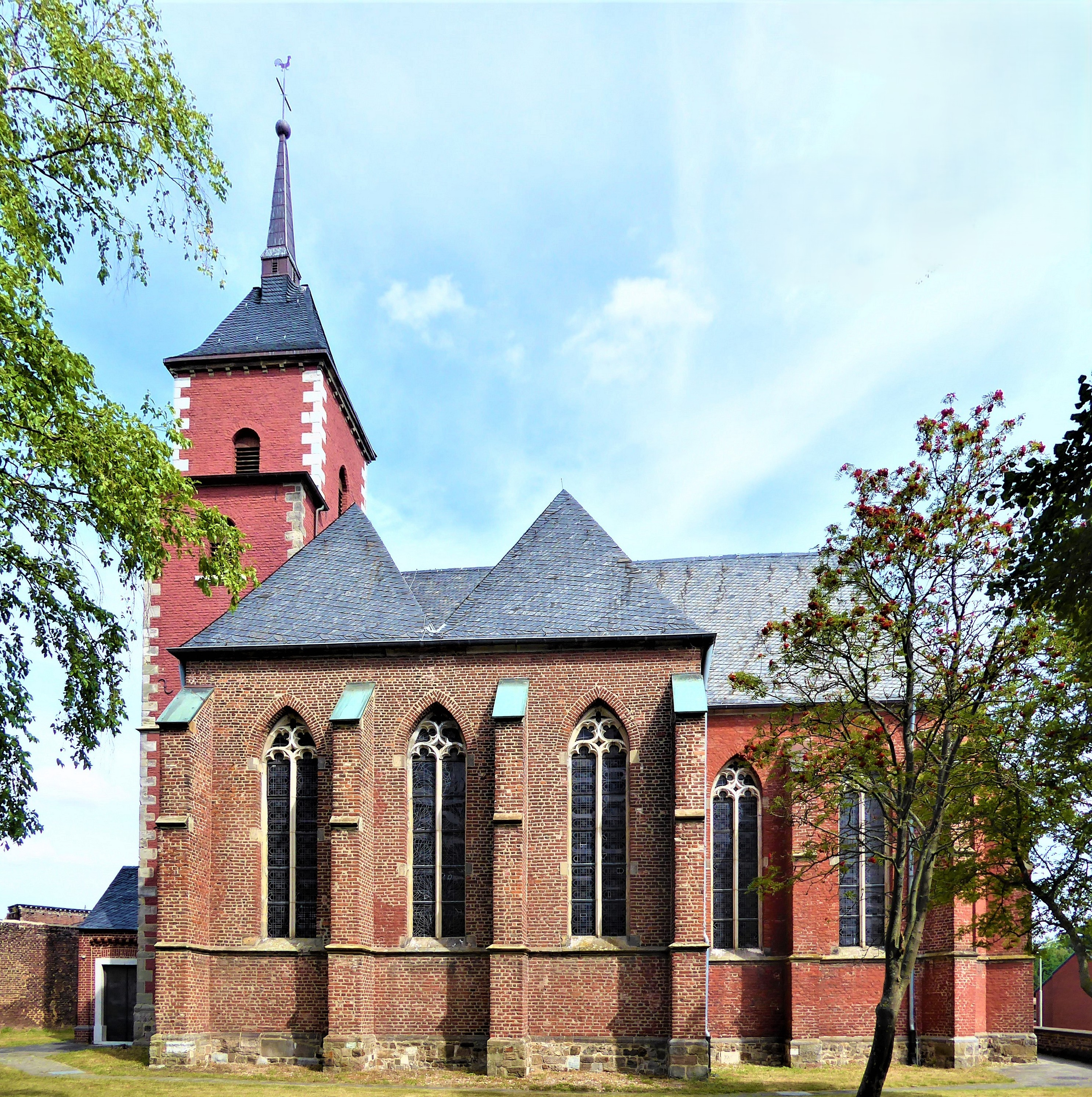
Ansicht der gotischen Kirche von Süden

St. Johannes der Täufer ist eine römisch-katholische Pfarrkirche in Siersdorf, Gemeinde Aldenhoven, im Kreis Düren in Nordrhein-Westfalen.
Die Kirche ist dem hl. Johannes dem Täufer geweiht und unter der Nummer 25 in die Liste der Baudenkmäler in Aldenhoven eingetragen. Der alte Teil der Kirche wurde in den 1510er Jahren erbaut, der neue Teil zwischen 1957 und 1959 nach Plänen von Louis Schoberth.

## Geschichte
Eine aus Holz errichtete Kirche in Siersdorf gab es vermutlich schon im 8. Jahrhundert. Es handelte sich dabei wahrscheinlich um eine fränkische Eigenkirche. 1219 schenkte Graf Wilhelm  III. von Jülich die Kirche mit den dazugehörigen Ländereien dem Deutschen Orden. Mit Urkunde vom 1. April 1220 bestätigte der Kölner Erzbischof Engelbert I. diese Schenkung und übertrug dem Deutschen Orden zusätzlich auch das Patronatsrecht über die Siersdorfer Pfarrkirche, das sie bis zur Französischen Revolution ausübten. 
Von 1264 bis 1266 wurde an Stelle der Kirche des 8. Jahrhunderts eine romanische Kirche erbaut. Dieses romanische Gotteshaus wurde ab 1510 unter den Komturen Konrad von Reuschenberg und Franz von Reuschenberg durch den heutigen alten Teil der Kirche ersetzt. 1636 ließ Komtur Johann von Eynatten den Turm erhöhen. Im 19. Jahrhundert brannte der Turm mehrmals ab. Das oberste Geschoss mit den Glocken wurde nach Plänen von Karl Friedrich Schinkel errichtet. 
Im Zweiten Weltkrieg wurde die Kirche stark beschädigt, konnte aber nach dem Krieg in alter Form wiederhergestellt werden. Ende der 1950er Jahre wuchs die Bevölkerung in Siesdorf derart an, dass die alte gotische Kirche die Zahl der Gläubigen nicht mehr fassen konnte. Daher wurde von 1957 bis 1959 im Norden an die alte Kirche ein deutlich größerer Neubau nach Plänen des Aachener Architekten Louis Schoberth errichtet. 1959 wurde die Nordwand des Altbaus in drei spitzbogige Öffnungen durchbrochen und dadurch der alte mit dem neuen Teil verbunden. Die feierliche Kirchweihe nahm am 26. Juni 1960 der Aachener Weihbischof Friedrich Hünermann vor.

## Baubeschreibung
Der Altbau ist eine zweischiffige und dreijochige Hallenkirche  mit vorgebautem Glockenturm im Westen und dreiseitig geschlossenem Chor im Osten in Formen der Spätgotik. Der Innenraum wird von Kreuzrippengewölben überspannt. Der Neubau ist ein kappengewölbter Saal in Formen der Nachkriegsmoderne. Der Altarraum befindet sich im Süden vor den Öffnungen zum Altbau.

## Ausstattung

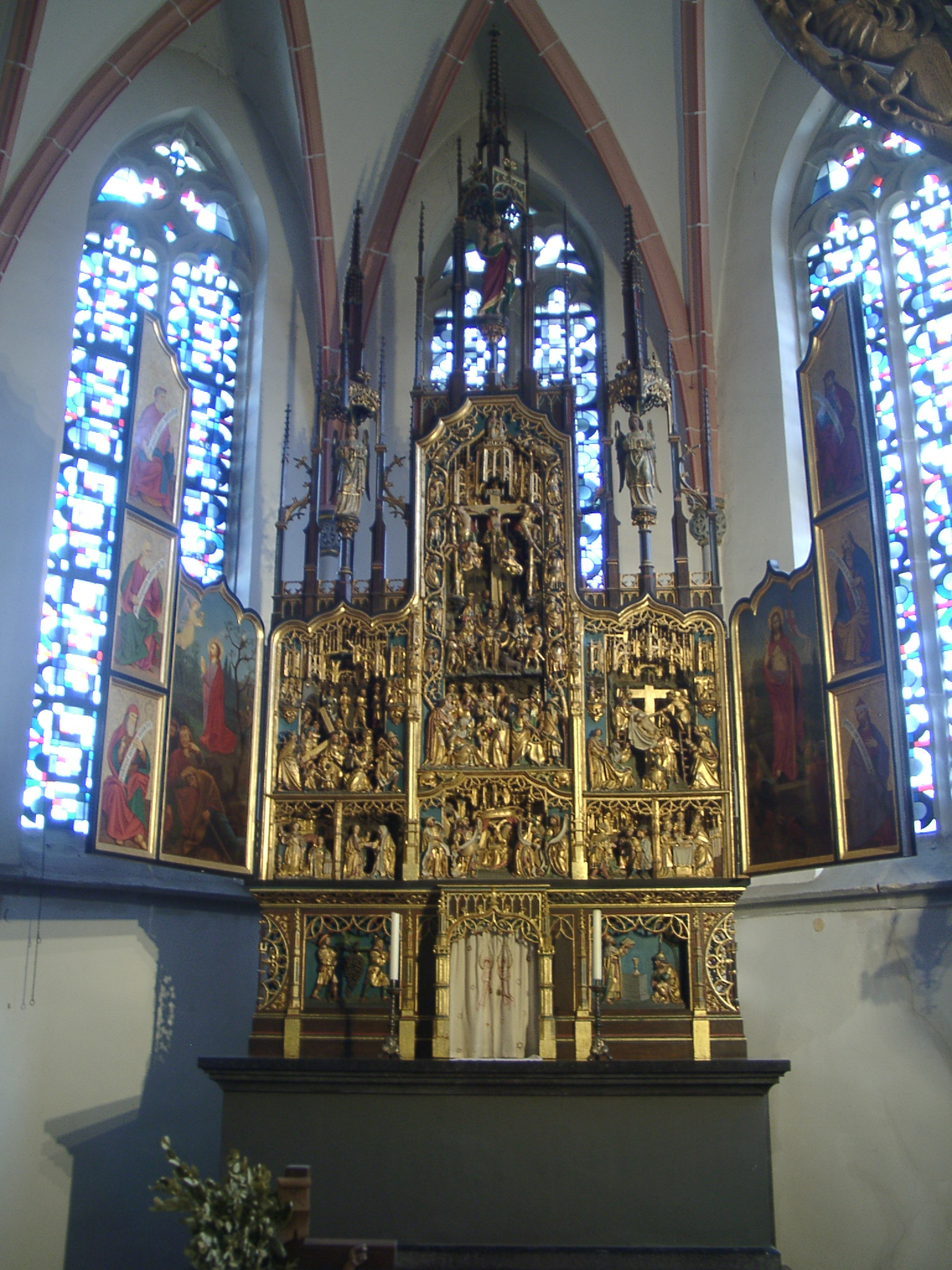
Hochaltar von 1520

In der Kirche befinden sich bedeutende Kunstwerke. Besonders erwähnenswert ist der Lettnerbogen, welcher auf der gesamten Welt seinesgleichen sucht, er befindet sich direkt vor dem flandrischen Schnitzaltar aus dem Jahr 1520. Des Weiteren befinden sich im alten Teil der Kirche noch acht Heiligenfiguren aus dem Jahr 1525, zwei Chorherrenbänke aus demselben Jahr sowie eine Kanzel von 1535. Die Fenster im alten Teil des Gotteshauses schuf Anton Wendling im Jahr 1958, und Wilhelm Buschulte entwarf die Fenster des Anbaus im Jahr 1964.

## Glocken
| Nr. | Name      | Durchmesser (mm) | Masse (kg, ca.) | Schlagton (HT-1/16) | Gießer                                                 | Gussjahr |
| 1   | Johannes  | 955              | 500             | as' +8              | Rudolf Edelbrock, Fa. Petit & Gebr. Edelbrock, Gescher | 1887     |
| 2   | Herz Jesu | 870              | 400             | b' +4               | Rudolf Edelbrock, Fa. Petit & Gebr. Edelbrock, Gescher | 1887     |
| 3   | Maria     | 750              | 270             | c" +5               | Hans Hüesker, Fa. Petit & Gebr. Edelbrock, Gescher     | 1954     |
| 4   | -         | -                | 40              | c'" +8              | Hans Hüesker, Fa. Petit & Gebr. Edelbrock, Gescher     | 1953     |

Motiv: Pater noster

## Pfarrer
Folgende Priester wirkten bislang als Pfarrer an St. Johannes der Täufer:
- 1913–1946: Friedrich Mesker
- 1946–1974: Johannes Steffens
- 1974–1976: Wilhelm Maqua
- 1976–1978: Johannes Holzapfel
- 1978–1998: Elmar Hempel
- 1998–2008: Rainer Müsers
- 2009–2011: Lothar Tillmann
- 2007–2018: Alfred Bergrath (Administrator)
- 2018–2021: P. Josef Költringer OSFS (Administrator)
- 2021–2024: Heinz Philippen (Administrator)
- Seit 2024: Hans-Otto von Danwitz